# نیروهای مسلح عربی سوریه
نیروهای مسلح عربی سوریه (عربی:  القوات المسلحة العربیة السوریة) نیروهای مسلح سوریه بعثی بود.
نیروهای مسلح سوریه نقش مهمی در تاریخ این کشور و تحولات سیاسی و اجتماعی سوریه داشته‌اند. از سال ۱۹۴۸ تاکنون پنج کودتا را دو بار در سال ۱۹۴۹ و همچنین در سال‌های ۱۹۵۴، ۱۹۶۳، ۱۹۶۶ و در نهایت ۱۹۷۰ را ترتیب داده‌اند. آن‌ها چهار بار در سال‌های ۱۹۴۸، ۱۹۶۷، ۱۹۷۳ و ۱۹۸۲ با اسرائیل و یک بار در سپتامبر سیاه ۱۹۷۰ با اردن جنگیدند. در جریان عملیات آزادسازی کویت در سال ۱۹۹۰ و ۱۹۹۱ هم با ارسال یک لشکر زرهی به خاک عربستان در جنگ با عراق شرکت کرد که البته حضور ناچیزی در جریان جنگ داشت. نیروهای مسلح سوریه بین سال‌های ۱۹۷۶ تا ۲۰۰۵ در لبنان و در جریان جنگ داخلی این کشور با گروه‌های مختلف لبنانی، فلسطینی و ارتش اسرائیل درگیری داشتند. آن‌ها در جریان سرکوب شورش اسلامگرایان از ۱۹۷۹ تا ۱۹۸۲ نیز شرکت داشتند و از سال ۲۰۱۱ نیز درگیر سرکوب اعتراضات و سپس جنگ داخلی با نیروهای مخالف و جداشدگان از نیروهای مسلح موسوم به ارتش آزاد سوریه شدند.
نظام سربازگیری اجباری برای مردان بالای ۱۸ سال اجرا می‌شد و زنان هرچند خدمت اجباری نداشتند اما می‌توانستند وارد نیروهای مسلح شوند. سن بازنشستگی بعد از ۱۵ سال خدمت و ۴۰ سال سن یا ۲۰ سال خدمت و ۴۵ سال سن بود. حدود ۵٫۹٪ تولید ناخالص داخلی سوریه بعثی به مخارج نظامی اختصاص داشت که از این نظر در رتبه دهم دنیا قرار گرفته بود.
پس از فروپاشی اتحاد جماهیر شوروی که مهم‌ترین پشتوانه نیروهای مسلح سوریه برای آموزش و دریافت تجهیزات مورد نیاز بود، قابلیت این ارتش برای دریافت تجهیزات مدرن نظامی کاهش یافت. شرکت این کشور در جنگ خلیج فارس علیه عراق موجب شد تا کمک‌های مالی قابل‌توجهی را از کشورهای عربی خلیج فارس دریافت کند که بخش قابل‌توجهی از آن‌ها در هزینه‌های نظامی مصرف شد. سوریه بعثی علاوه بر توجه به نیروهای متعارف نظامی به دنبال بهبود سلاح‌های کشتار جمعی خود هم بود.
نیروهای مسلح عربی سوریه هم مانند بسیاری از کشورهای جهان سوم فرصتی را برای بهبود جایگاه اقلیت‌های قومی فراهم کرده‌اند. به‌ویژه علویان سوریه از این فرصت استفاده کردند و و در دهه ۱۹۶۰ به پست‌های تأثیرگذاری در حکومت نظامی کشور رسیدند. در سال ۱۹۶۶ با کودتای ژنرال صلاح الجدید علیه ژنرال امین الحافظ برای اولین بار در دوران جدید یک علوی به ریاست کشور سوریه رسید. جدید خود در سال ۱۹۷۰ به دست یک علوی مذهب دیگر به نام حافظ اسد سرنگون شد. اسد که از سال ۱۹۷۰ تا سال ۲۰۰۰ حکومت کرد پس از آن، تنها خویشاوندان و دوستان مورد اعتماد خود را که بیشترشان علوی بودند در پست‌های حساس و نیرومند قرار داد و از آنجا که نیروهای مسلح هم تکیه‌گاه اصلی و هم خطرناک‌ترین تهدید حکومتش بود، توجه زیادی به نیازهای نیروهای نظامی و ارتقای استانداردهای زندگی نیروهای ارتش کرد. این نیروها در جنگ داخلی سوریه درگیر جنگ فرسایشی با مخالفان مسلح و القاعده و داعش شدند که ضربه‌های زیاد و جبران‌ناپذیری را به این ارتش وارد کرد.